# 三脉猪殃殃
三脉猪殃殃（学名：Galium kamtschaticum）为茜草科拉拉藤属下的一个种。